# René Schoof

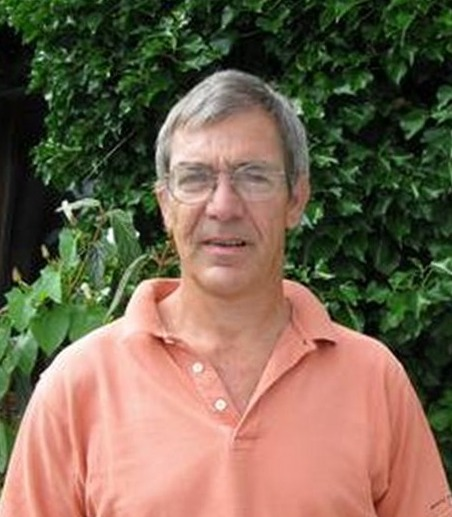
René Schoof, Oberwolfach 2009

René Schoof (* 8. Mai 1955 in Den Helder) ist ein niederländischer Mathematiker, der sich mit algebraischer Zahlentheorie, arithmetischer algebraischer Geometrie, algorithmischer Zahlentheorie und Kodierungstheorie  beschäftigt.
Schoof promovierte 1985 an der Universität Amsterdam bei Hendrik Lenstra (Elliptic Curves and Class Groups). Er ist Professor an der Universität Tor Vergata in Rom.
Schoof fand 1985 einen Algorithmus, der in polynomialer Zeit Punkte auf elliptischen Kurven über endlichen Körpern zählte. Das war für die Verwendung elliptischer Kurven in der Kryptographie wichtig. Der Algorithmus war in seiner ursprünglichen Form nicht praktikabel und wurde von A. O. L. Atkin (1992) und Noam Elkies (1990) verbessert.
Schoof schrieb auch ein Buch über die Catalansche Vermutung.

## Schriften
- Counting points of elliptic curves over finite fields, Journal des Théories des Nombres de Bordeaux, Bd. 7, 1995, S. 219–254, PDF-Datei
- Mit Gerard van der Geer, Ben Moonen (Herausgeber): Number fields and function fields – two parallel worlds, Birkhäuser 2005
- Catalan´s Conjecture, Universitext, Springer, 2008

## Verweise
1. ↑  René Schoof im Mathematics Genealogy Project (englisch)
2. ↑  René Schoof: Elliptic curves over finite fields and the calculation of square roots mod p, Mathematics of Computation,  Bd. 44, 1985, S. 483–494. Die davor bekannten Verfahren, wie eine Variante des Baby Step-Giant Step Verfahrens von Daniel Shanks, waren exponentiell in der Zeit.

| Personendaten    | Personendaten                 |
| ---------------- | ----------------------------- |
| NAME             | Schoof, René                  |
| KURZBESCHREIBUNG | niederländischer Mathematiker |
| GEBURTSDATUM     | 8. Mai 1955                   |
| GEBURTSORT       | Den Helder                    |